# کنگ فانیو
کنگ فانیو (انگلیسی: Kong Fanyu؛ زادهٔ ۶ ژوئن ۱۹۹۳) ورزشکار اسکی نمایشی اهل چین است.
وی در مسابقات کشوری و بین‌المللی در مجموع برندهٔ ۱ مدال برنز شده‌است.
دارای قد 160 سانتی متری و وزن(جرم) 55 کیلوگرمی می باشد.
وی در تیم ملی چین بازی میکند.